# Період напіврозпаду
Пері́од напівро́зпаду (T1/2) — час, протягом якого квантовомеханічна система (ядро атома, елементарна частинка, енергетичний рівень тощо) розпадається з імовірністю 1/2. Якщо розглядається ансамбль незалежних частинок, то протягом одного періоду напіврозпаду кількість частинок, що залишилися, зменшується в середньому вдвічі.
Іноді період напіврозпаду називають також напівперіодом розпаду.
Але не слід вважати, що за два періоди напіврозпаду розпадуться всі частинки, наявні в початковий момент часу. Оскільки протягом кожного періоду напіврозпаду число частинок зменшується удвічі, то після двох періодів залишиться чверть від початкового числа частинок, за 3T1/2 — одна восьма і т. д. Взагалі, частка частинок, що залишаються (або, точніше, імовірність «виживання» p для однієї частинки), залежить від часу t таким чином:
{\displaystyle {\frac {N(t)}{N_{0}}}\approx p(t)=2^{-t/T_{1/2}}}
Якщо для заданого моменту часу позначити число частинок, здатних до розпаду через N, а проміжок часу через t2 — t1, де t1 і t2 — досить близькі моменти часу (t1 < t2), то кількість частинок, що розпадуться протягом цього часу становитиме n=λN(t2 — t1), де коефіцієнт пропорційності λ має назву константа розпаду. Якщо вважати інтервал часу спостереження (t2 — t1) рівним одиниці, то λ = n/N і, отже, константа розпаду показує частку від наявного числа частинок, що розпадаються в одиницю часу.
Період напіврозпаду, середній час життя τ і константа розпаду
λ пов'язані такими співвідношеннями:
{\displaystyle T_{1/2}=\tau \ln 2={\frac {\ln 2}{\lambda }}}
Оскільки ln2 = 0,693…, період напіврозпаду приблизно на 30% коротший, ніж середній (імовірний) час життя.
Найчастіше термін використовують як характеристику нестабільних ізотопів хімічних елементів.
Величини періодів напіврозпаду для різних ізотопів різні; для одних ізотопів, що швидко розпадаються, період напіврозпаду може бути рівним мільйонним часткам секунди, а для інших ізотопів, таких як 238U або 232Th, він дорівнює 4,5 млрд років та 14 млрд років відповідно.

## Приклад
Можна підрахувати число ядер урану-238, які розпадаються протягом секунди, в заданій кількості урану, наприклад, в одному кілограмі. Кількість будь-якого елемента в грамах, що чисельно дорівнює атомній масі (моль), містить, як відомо, 6×1023 атомів. Тому згідно з наведеною вище формулою n = λN(t2 — t1) знайдемо кількість ядер, які розпадаються щосекунди (в одному році 365×24×60×60 секунд):
{\displaystyle {\frac {0{,}693}{4{,}5\cdot 10^{9}\cdot 365\cdot 24\cdot 60\cdot 60}}{\frac {6\cdot 10^{23}}{238}}\cdot 1000\approx 12\cdot 10^{6}}
Обчислення показують, що в одному кілограмі урану протягом однієї секунди розпадається близько дванадцяти мільйонів ядер. Незважаючи на таке величезне число, все ж таки швидкість перетворення нікчемно мала. Справді, в секунду розпадається частка:
{\displaystyle {\frac {12\cdot 10^{6}\cdot 238}{6{,}02\cdot 10^{23}\cdot 1000}}=4{,}7\cdot 10^{-18}}
Таким чином, з наявної кількості урану в одну секунду розпадається частка, що дорівнює
{\displaystyle {47 \over 10\,000\,000\,000\,000\,000\,000}}
Звертаючись знову до основного закону радіоактивного розпаду λN(t2 — t1), тобто до того факту, що з наявного числа атомних ядер в одиницю часу розпадається одна і та ж їх частка і, зважаючи на повну незалежність атомних ядер в речовині, можна сказати, що цей закон є статистичним в тому сенсі, що він не вказує, які саме атомні ядра розпадуться в даний відрізок часу, а говорить лише про їх число. Деякі з атомних ядер розпадуться в найближчий момент, тоді як інші ядра зазнаватимуть перетворення значно пізніше.
Поза сумнівом, цей закон діє лише у випадку, коли наявне число ядер досить велике. Але коли наявне число радіоактивних атомних ядер порівняно невелике, закон радіоактивного розпаду може і не виконуватися у всій строгості.

## Парціальний період напіврозпаду
Деякі системи можуть розпадатися за декількома каналами, наприклад ядро урану може розпадатися як шляхом поділу, так і шляхом випромінювання альфа-часток. Для кожного з каналів можна визначити парціальний період напіврозпаду {\displaystyle T_{1/2}^{(i)}}. Він має сенс періоду напіврозпаду, який був би у даної системи, якщо «вимкнути» всі канали розпаду, окрім i-го.
Нехай імовірність розпаду за i-им каналом (коефіцієнт розгалуження) дорівнює pi. Тоді парціальний період напіврозпаду по i-му каналу рівний
{\displaystyle T_{1/2}^{(i)}={\frac {T_{1/2}}{p_{i}}}}.
Оскільки, за визначенням, {\displaystyle p_{i}\leq 1}, то {\displaystyle T_{1/2}^{(i)}\geq T_{1/2}} для будь-якого каналу розпаду.